# Mackay Trophy
Die Mackay Trophy wurde 1911 von Clarence H. Mackay gestiftet, dem damaligen Chef der Postal Telegraph-Cable Company und der  Commercial Cable Company. Der Preis wird von der amerikanischen National Aeronautic Association (NAA) verwaltet und wird einmal im Jahr von der United States Air Force für den „lobenswertesten Flug des Jahres“ („most meritorious flight of the year“) vergeben.

## Vergabe-Richtlinien
Die folgenden Richtlinien sind freie Übersetzungen der entsprechenden Richtlinien von NAA und Air Force.

### Kriterien
Die Trophäe wird für den „lobenswertesten Flug des Jahres“ durch einen Angehörigen der Air Force, eine Privatperson oder Organisation vergeben. Einzelpersonen sind vor Organisationen zu bevorzugen. Er wird für Ritterlichkeit und Unerschrockenheit vergeben; für außergewöhnliche Initiative, Einfallsreichtum und das Erreichen von herausragenden Resultaten in Kampf- und Nicht-Kampfsituationen.

### Nominierung
Innerhalb der US Air Force sind die kommandierenden Offiziere zuständig für Sichtung, Bewertung und Meldung in Frage kommender Flüge. Diese Meldung erfolgt bis zum 31. Januar des folgenden Jahres über die interne Personalhierarchie bis hin zum Chief of Staff of the Air Force.

### Auswahl
Die Auswahl des Gewinners erfolgt persönlich durch den Chief of Staff.

## Gewinner
(unvollständige Liste)
- 1912: Henry H. Arnold
- 1918: Eddie Rickenbacker
- 1921 bis 1923: US-Navy-Pilot John Arthur Macready (* 14. Oktober 1887; † 15. September 1979)[1]
- 1925: Jimmy Doolittle
- 1939: u. a. John A. Samford
- 1947: Chuck Yeager
- 1949: Die Crew der Lucky Lady II